# Escalier de la Grande-Poterne
L'escalier de la Grande-Poterne est un escalier situé dans la commune française du Mans dans le département de la Sarthe et la région Pays de la Loire.

## Historique
L'escalier de la rue de Vaux à la rue de la Porte-Sainte-Anne est inscrit au titre des monuments historiques par arrêté du 6 avril 1945.

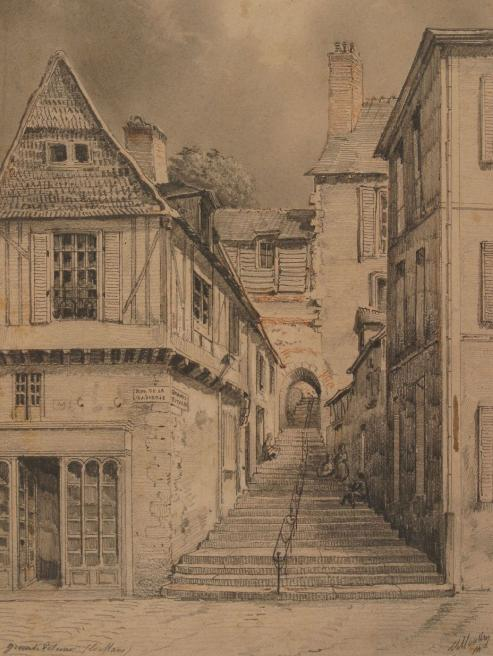
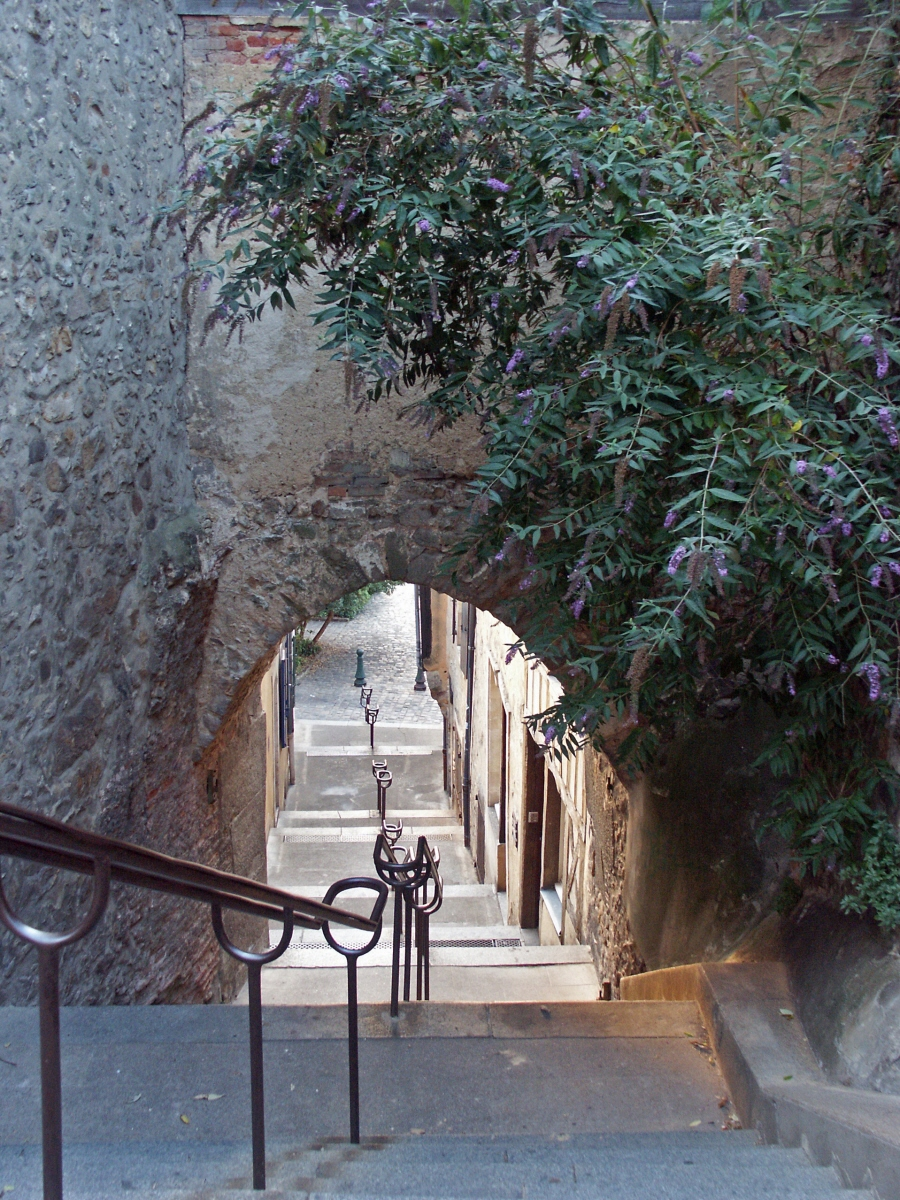